# Rheinquelle
Koordinaten: 46° 37′ 57″ N, 8° 40′ 20″ O; CH1903: 694461 / 165326

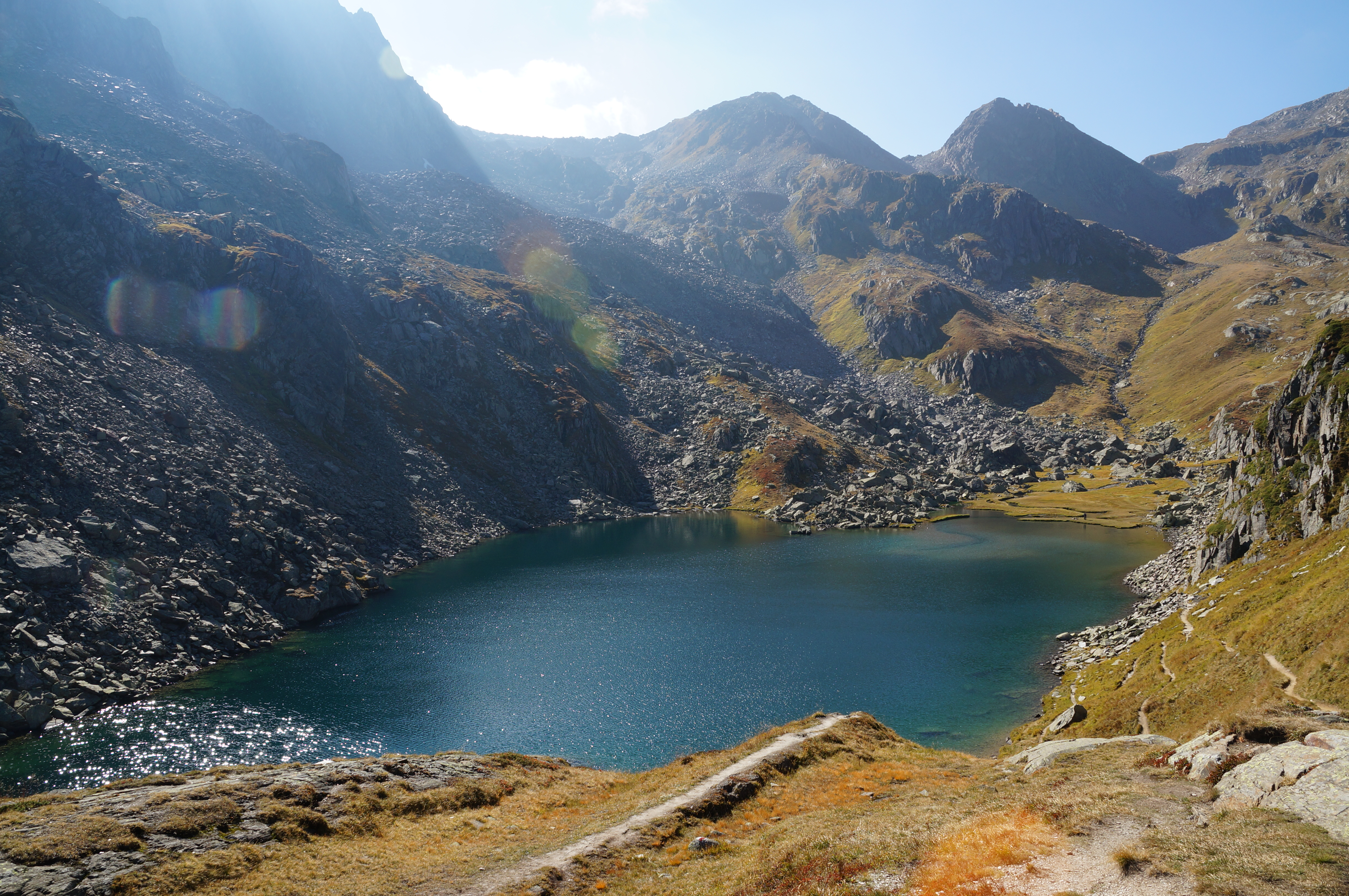
Galt als Rheinquelle: Tomasee

Da der Rhein hinsichtlich Mündungsferne und Wassermenge zahlreiche gleichwertige Quellflüsse aufweist, kann man von der einen Rheinquelle nicht ausgehen. Gleichwohl galt lange Zeit der Tomasee im Kanton Graubünden als Rheinquelle, genauer gesagt die Stelle, an der der Rein da Tuma den Tomasee verlässt. 
Der Rein da Tuma entspringt allerdings bereits etwa 1,4 Kilometer oberhalb des circa 300 Meter langen Tomasees. 2010 gab die Internationale Kommission für die Hydrologie des Rheingebietes die Entfernung von der Quelle des Rein da Tuma zur Mündung des Hauptrheinarms bei Hoek van Holland mit 1232,7 km an, also gut 1233 km. 
Am Tomasee befindet sich ein Hinweisschild mit der Längenangabe «1320 km bis zur Mündung». Diese Abgabe beruht offenbar auf einem Zahlendreher, zudem bezieht sie sich auf die Stelle des Austritts des Rein da Tuma aus dem Tomasee. 
Gemessen an der Entfernung von der Quelle zur Mündung ist der Rein da Medel der Hauptquellbach des Rheins. Die Entfernung seiner Quelle zur Rheinmündung beträgt etwa 1238 km. Die Quelle des Rein da Medel liegt etwa 7,5 km südlich des Tomasees, auf dem Gebiet der Tessiner Gemeinde Quinto westlich des Lukmanierpasses.
Auch die Quellen von Rein da Maighels (etwa 1237 km), Rein da Curnera (etwa 1236 km) und Dischmabach (etwa 1234 km) sind weiter von der Rheinmündung entfernt als die des Rein da Tuma. 
Gemessen an der jeweils größten Wasserführung ist der Dischmabach der Hauptquellast des Alpenrheins. Sein Wasser fließt in die Flüsse Landwasser, Albula und Hinterrhein, die beim Zusammenfluss mit anderen Flüssen die jeweils größere Wasserführung aufweisen. Die Quelle des Dischmabachs liegt im Engadin, zwischen Scalettapass und Scalettahorn.
Nimmt man die Aare mit dazu, die beim Zusammenfluss mit dem Hochrhein mehr Wasser führt, liegt die Quelle des Rheins am Tor des Aaregletschers. 

## Kriterien zur Unterscheidung von Haupt- und Nebenflüssen
Es gibt verschiedene Kriterien zur Definition des Hauptflusses, und je nach Definition können, unabhängig von der Benennung der Gewässer, jeweils andere Quellen den Beginn des Hauptstranges markieren. Die Feststellung des Hauptstranges ist im Flusssystem des Vorder- und Hinterrheins schwierig, da hier oft Flüsse nahezu gleicher Grösse aufeinandertreffen. Zum gängigen Kriterium der (zunächst nur augenscheinlich) grösseren Wasserführung konnten mit der fortschreitenden kartographischen Erfassung weitere hinzutreten wie die jeweils grössere Länge, das jeweils grössere Einzugsgebiet oder (gelegentlich) die höchstgelegenen Quellen.
Ausschlaggebend für die Namengebung kann die beibehaltene Fliessrichtung oder die Bedeutung der Täler als Siedlungs- und Verkehrsraum sein. Beides trifft eher auf den Vorderrhein zu, zumal das Hinterrheingebiet bis zum Zuzug der Walser kaum besiedelt war.

## Rheinquellen nach Namen

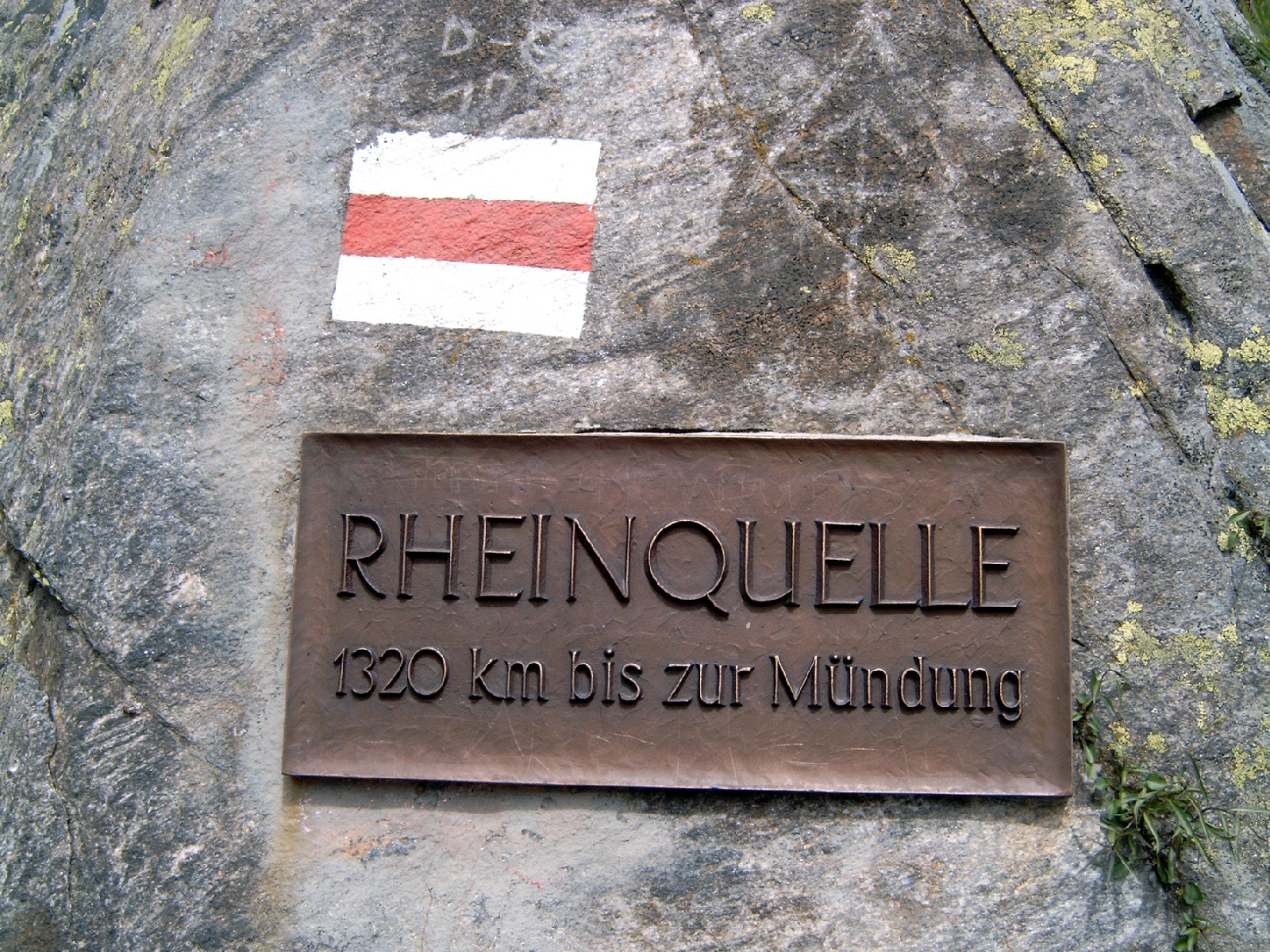
Hinweisschild Rheinquelle am Tomasee mit Längenangabe 1320 km bis zur Mündung. Tatsächlich sind es 1230 km.

Die Quelle des Rheins und des Vorderrheins wird auf dem Atlas der Schweiz des Bundesamtes für Landestopografie und der ETH Zürich nördlich des Rein da Tuma und des Tomasees angegeben, diejenige des Hinterrheins im Hochtal Rheinwald östlich unter dem Rheinwaldhorn.
Im Rheinquellgebiet gibt es die besondere Situation, dass es viele Flüsse mit dem Namen Rhein gibt, in verschiedenen (Bündnerromanischen) Schreibvarianten wie Rein, Rain, Ragn, Ren, Reno oder Rin.

## Rheinquelle nach jeweils grösster Wasserführung
Die Quelle des Hauptfliessweges ergibt sich, indem man flussaufwärts an jedem Zusammenfluss den jeweils wasserreicheren Fluss ermittelt. Am Zusammenfluss von Vorder- und Hinterrhein bei Reichenau führt der Vorderrhein 53,8 m³/s und der etwas grössere Hinterrhein 59,6 m³/s. Bei der Einmündung der Albula ist diese von Natur aus nur ein wenig grösser als der Hinterrhein (29,1 m³/s gegenüber 27,3 m³/s). Bei der Einmündung des Landwassers in die Albula ist dann jedoch das Landwasser deutlich grösser (9,45 m³/s gegenüber 5,57 m³/s). Bei Betrachtung der Quellbäche des Landwassers bei Davos zeigt sich, dass der Quellast Dischmabach etwas grösser ist als der Quellast Flüelabach, einschliesslich des ehemaligen kleineren Zuflusses aus dem Davosersee. 
Zu guter Letzt ist der Zusammenfluss von Dischmabach und Furggabach bei Dürrboden zu sehen. Für das Auge sind beide Bäche beim Zusammenfluss etwa gleich gross. Laut topographischer Karte von Swisstopo führt der Dischmabach etwas mehr Wasser. Die Quelle des Dischmabachs liegt bereits im Engadin, zwischen Scalettapass und Scalettahorn.
Der hydrologische Hauptfliessweg des Alpenrheins nimmt somit im obersten Dischmatal seinen Anfang, fernab grösserer Flüsse mit Namen Rhein. Allerdings gibt es am Dischmabach bereits einen Weiler mit Namen Am Rin (Am Rhein).
Die aktuellen Pegeljahreswerte geben diesen natürlichen Abfluss seit langem nicht mehr wieder, da in vielen Kraftwerksanlagen Wasser über die Grenzen natürlicher Einzugsgebiete hinweg an wichtigen Pegeln vorbei den Kraftzentralen zugeleitet wird; so aus dem südlichen Gebiet des Vorderrheins in das des Hinterrheins, vom Hinterrhein zur Albula oder vom Landwasser und der Albula zum unteren Hinterrhein (Albula-Landwasser Kraftwerke). Auch im obersten Landwassergebiet wird Wasser von Flüelabach und Davosersee ins Nachbartal geleitet und bei Aeua in Klosters turbiniert.
Wendet man das Argument der jeweils grösseren Wasserführung über den Alpenrhein hinaus auf das gesamte Flusssystem des Rheins an, so ergibt sich aufgrund der höheren Wasserführung der Aare am Mündungspunkt bei Koblenz AG (560 m³/s gegenüber 443 m³/s des Rheins) das Tor des Aaregletschers als Rheinquelle.

## Rheinquelle nach jeweils grösster Länge

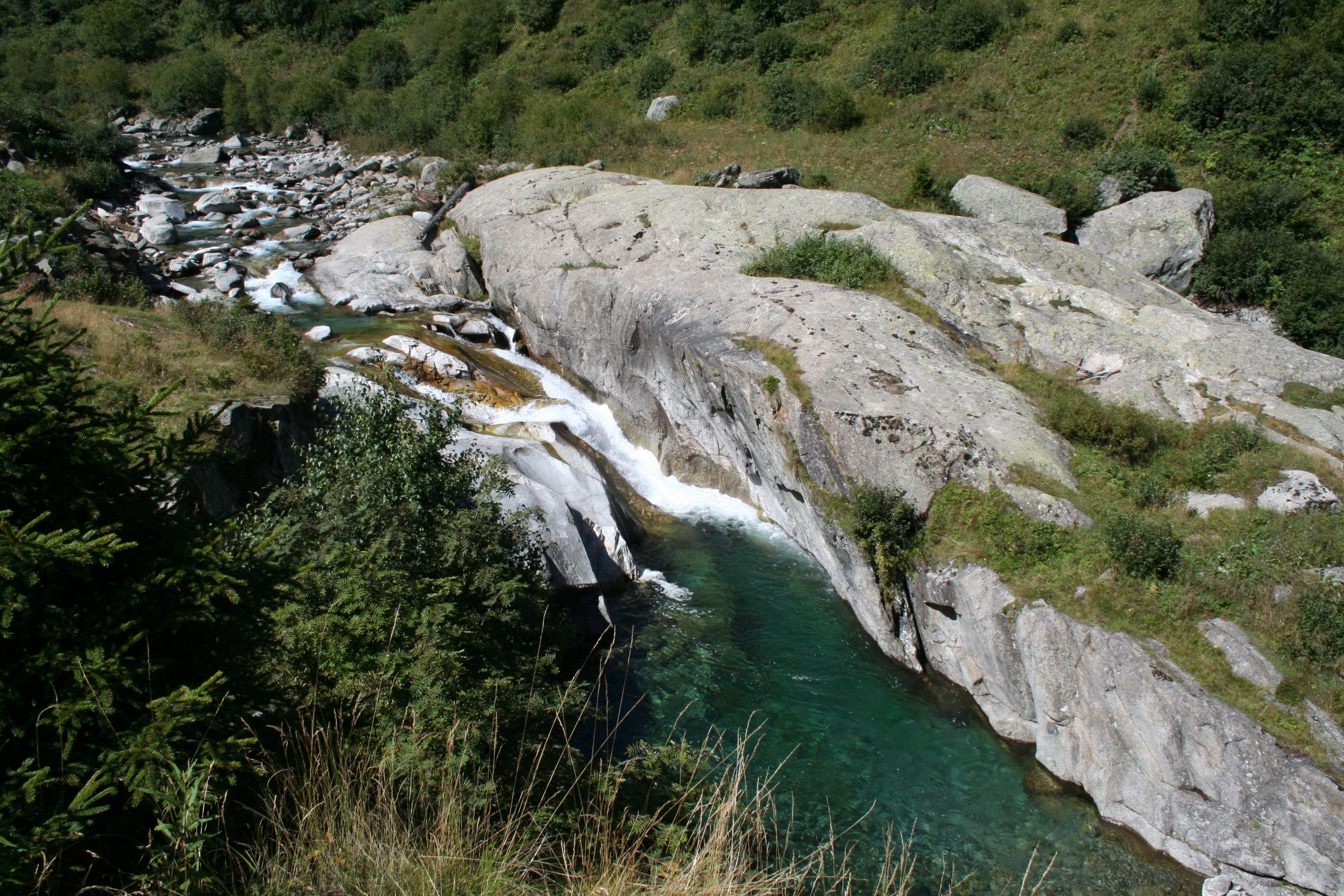
Der Rein da Medel (bei Pardé), mündungsfernster Quellbach sowohl des Vorderrheinsystems als auch des Rheinsystems insgesamt

Der Fliessweg ab der Quelle des den Tomasee durchfliessenden Rein da Tuma misst etwa 71 km bis zum Zusammenfluss von Vorder- und Hinterrhein (von dort aus sind es weitere rund 1160 Flusskilometer bis zur Mündung in die Nordsee). Es gibt jedoch im Vorderrheingebiet einige längere Fliesswege zwischen Quelle und Zusammenfluss bei Reichenau:
- etwa 76 km: Rein da Medel (Mittellauf auch Froda, Tessiner Oberlauf Reno di Medel genannt), Entfernung zur Rheinmündung etwa 1238 km
- etwa 75 km: Rein da Maighels (Nebenfluss des Rein da Curnera), Entfernung zur Rheinmündung etwa 1237 km
- etwa 74 km: Rein da Curnera, Entfernung zur Rheinmündung etwa 1236 km
- etwa 71 km: Rein da Tuma (mit Tomasee und wichtigstem Seezufluss)
- etwa 71 km: Rein da Nalps
- etwa 70 km: zwei von den Gebieten Puozas und Milez nahe dem Oberalppass herabkommende Quellbäche
- etwa 70 km: der aus dem Val Val herunterkommende Quellarm Aua da Val, welcher in der Nähe des Punktes 2367 m unter eine Blockmoräne versickert und kurz darauf wieder über einem Felsband auftaucht
- etwa 69,5 km: Aua da Urlaun, Zufluss des Rein da Tuma

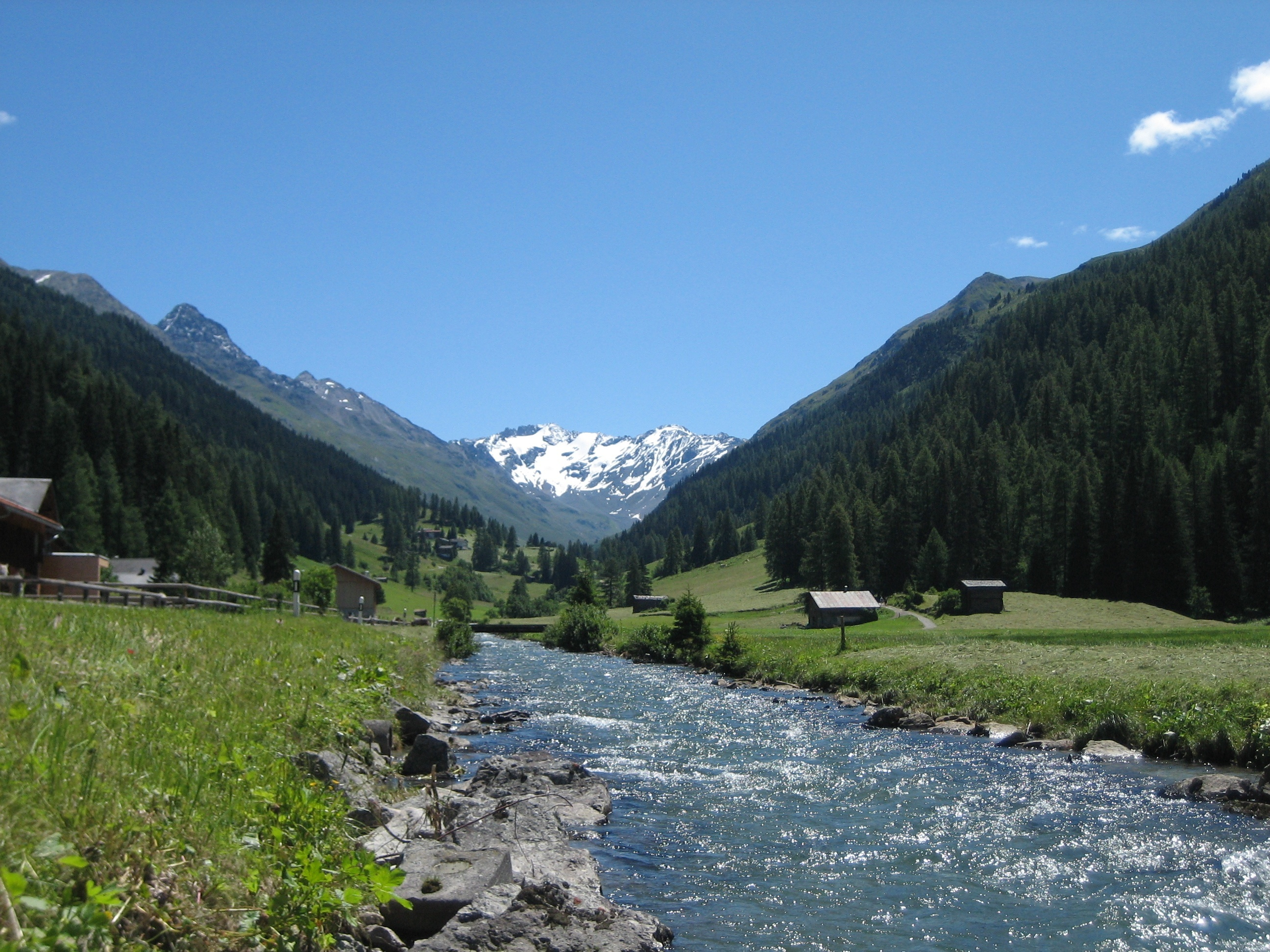
Der Dischmabach im Dischma, mündungsfernster Quellbach des Hinterrheinsystems und Hauptquellbach des Alpenrheins

Etwas kürzer sind im Allgemeinen die Fliesswege im Bereich des Hinterrheins:
- etwa 72 km: Dischmabach, Entfernung zur Rheinmündung etwa 1234 km
- etwa 70 km: Flüelabach
- etwa 64 km: Hinterrhein
- etwa 64 km: Totalpbach (ehemaliger Landwasser-Quellast, fliesst in den Davoser See und wird nach Klosters turbiniert)
- etwa 63 km: Julia
- etwa 61 km: Madrischer Rhein
- etwa 56 km: Albula-Quellarm Ava da Ravais-ch ab Bergün ostwärts
- etwa 53 km: von den Crap Alv Laiets kommender Albula-Quellarm in der Nähe des Albula Passes

## Grösse der Einzugsgebiete
Das Einzugsgebiet des Vorderrheins umfasst 1.512 km², das des Hinterrheins (inklusive Albula und Landwasser) ist mit 1.693 km² nur wenig grösser. Die in Gewässern abfliessenden Teile des Niederschlags (Gebietsabflüsse) unterscheiden sich im Gebiet der Rheinquellflüsse untereinander nur wenig, so dass sich die Grössen der Teileinzugsgebiete annähernd in den Abflussmengen widerspiegeln und darum nicht separat betrachtet werden müssen.

## Zusammenfassung

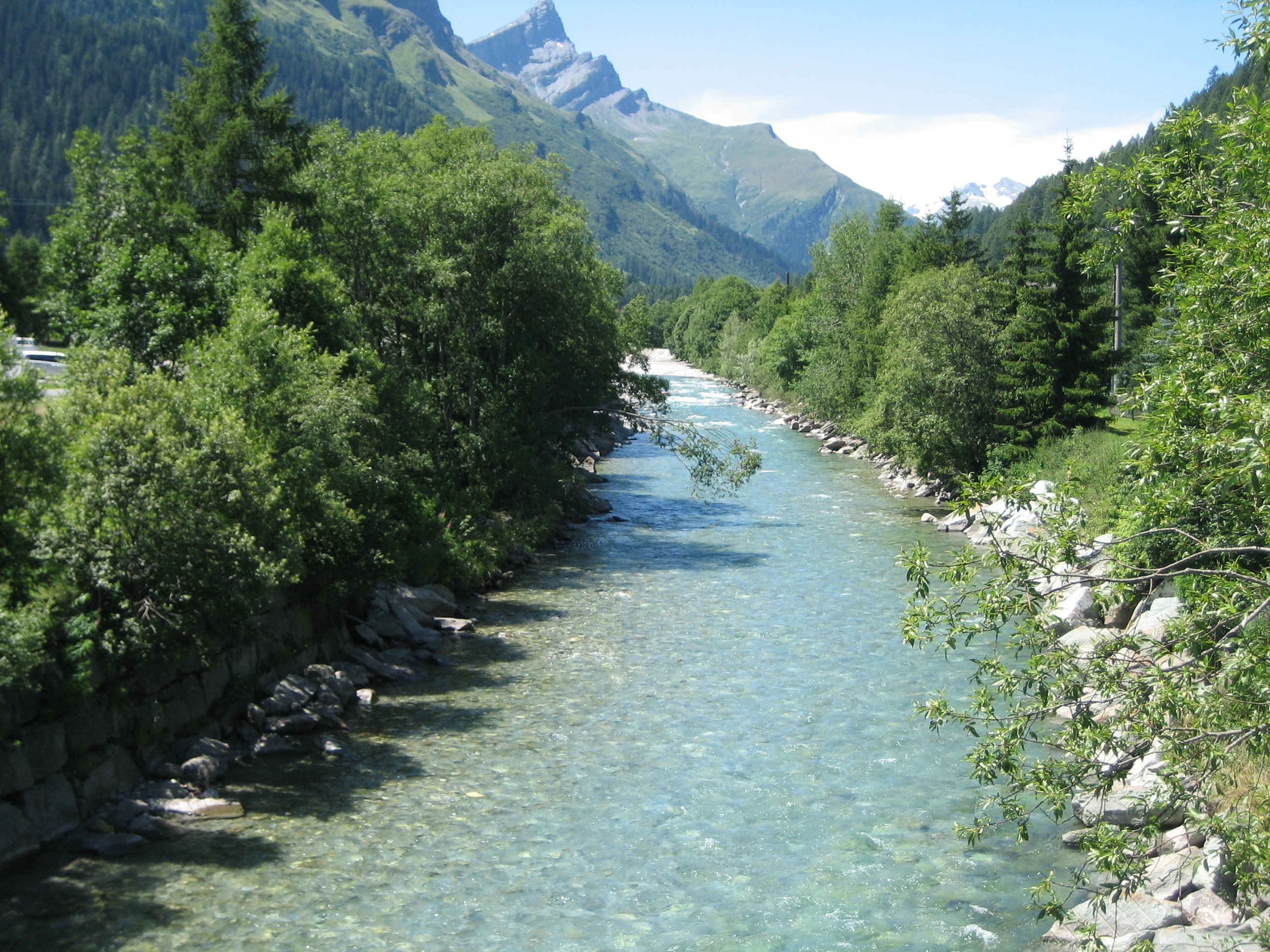
Der Hinterrhein bei Splügen

Insgesamt gesehen lässt sich im Quellgebiet des Rheins keine klare Hierarchie der Fliessgewässer feststellen. Die beiden Hauptsysteme, das Vorderrhein-System im Westen und das Hinterrhein-Albula-Landwasser-System im Süden und Osten unterscheiden sich nach Mündungsferne, Abflussmenge und Einzugsgebiet nur geringfügig.
Das oberste Vorderrheingebiet und das oberste Landwasser-System, also das westlichste und das östlichste Untersystem, weisen die Quellen mit den höchsten Mündungsfernen auf. Die Quelle des hydrologischen Hauptfliessweges läge nach obigen Ausführungen am östlichen Rand, im Tal des Dischmabaches.